# San José de la Montaña (Costa Rica)
San José de la Montaña es el último distrito del cantón de Barva, en la provincia de Heredia, de Costa Rica.

## Toponimia
Originalmente el lugar se llamó "El Zanjón", pero en 1911 sus pobladores y por advocación a San José de la Montaña, que originalmente se dio en el Real Santuario de San José de la Montaña, en Barcelona, deciden cambiar el nombre de la zona, y luego el distrito tomó el mismo nombre.

## Historia
San José de la Montaña fue creado el 5 de julio de 1954 por medio de Decreto Ejecutivo 35.

## Geografía
San José de la Montaña cuenta con un área de 37,04 km² y una altitud media de 1438 m s. n. m.

## Demografía
Para el año 2022, San José de la Montaña cuenta con una población estimada de 6093 habitantes, y para el último censo efectuado, en 2011, San José de la Montaña contaba con una población de 5377 habitantes.

## Cultura
Las fiestas patronales en honor a San José de la Montaña, se celebran el 19 de marzo de cada año.

## Localidades
- Barrios: Gallito, Monte Alto
- Poblados: Cipresal, Doña Blanca, Doña Elena, Higuerón, Huacalillo, El Collado, Meseta, Paso Llano, Plan de Birrí, Porrosatí, Roblealto, Sacramento, San Martín, San Miguel, Santa Clara, Zapata.

## Transporte

### Carreteras
Al distrito lo atraviesan las siguientes rutas nacionales de carretera:
- Ruta nacional 113
- Ruta nacional 114